# Gustav Otto
Gustav Otto (ur. 12 stycznia 1883 w Kolonii, zm. 28 lutego 1926 w Monachium) – niemiecki konstruktor i producent samolotów i silników lotniczych.
Ojcem Gustava był Nikolaus August Otto, założyciel N. A. Otto & Cie.; wynalazca silnika czterosuwowego o wewnętrznym spalaniu. Uważano, że jego zainteresowanie silnikami, szczególnie lotniczymi, odziedziczył po ojcu już we wczesnej fazie życia.

## Wczesne lata
Otto był popularnym karierowiczem, obracającym się w kręgach wyższych sfer. Uczęszczał do szkoły średniej w Kolonii i odbywał praktyki u producentów maszyn. Później studiował na wyższych szkołach technicznych w Hanowerze, Karlsruhe i Monachium pogłębiając wiedzę inżynierską. Przypuszcza się, że pozostał w Monachium po zakończeniu studiów i wspólnie utworzył Bayerische Autogarage (pol. Bawarski Garaż Samochodowy). Mając sławnego ojca, Gustav był stale pod presją. Jak wielu synów sławnych ojców, przeżywał trudne czasy próbując wydostać się z długiego cienia ojca. Z tego powodu był podatny na napady depresji, które wpłynęły na jego pracę.

## Pasja do latania
Gustav odnosił sukcesy w wielu zawodach motocyklowych i samochodowych. Był również bardzo aktywny we wczesnym okresie lotnictwa. 10 kwietnia 1910, zdobył licencję lotniczą pilota na dwupłatowcu Aviatik (przejął przedstawicielstwo na ten samolot). Założył warsztat „Aeroplanbau Otto-Alberti” (pol. Budowa Aeroplanów Otto-Alberti) na lotnisku Punchheim, przemianowany w 1911 na „Gustav Otto Flugmaschinenfabrik” (pol. Fabryka Maszyn Latających Gustav Otto). W 1910 zbudował dwupłatowiec swej konstrukcji, który zrobił furorę w Niemczech. Gustav, wspólnie z kilku innymi, latał na maszynach z drewna, linek i płótna napędzanych silnikami lotniczymi Daimlera. Ich pasja do maszyn latających, pomogła w transformacji lotnictwa z hobby do przemysłu zbrojeniowego, głównie po wybuchu I wojny światowej. Sprzedał ponad 30 samolotów przez swą firmę, która prowadziła też szkółkę lotniczą.
Gustav założył liczne firmy, których celem była budowa samolotów. Jego pierwsza firma otrzymała wpis, 15 marca 1911, 14/364 w monachijskim rejestrze handlowym jako „Gustav Otto in Munich, Flugmaschinenfabrik, Office Karlstrasse 72" (niem. Gustav Otto Monachium, Fabryka Maszyn Latających, Biuro Karlstrasse 72). Krótko po tym, Otto przeniósł swój warsztat z jego początkowej lokalizacji na Gabelsberger Strasse 37 do nowej siedziby na Schleissheimer Strasse 135, a w 1913 zaczął budować nową fabrykę na Neulerchenfeldstrasse 76 (późniejsza Lerchenauer Strasse) przy Oberwiesenfeld (w 1915 zmieniono nazwę „Otto-Werke” – niem. „Zakłady Otto”).

## Założenie BFW
W 1913 po otrzymaniu zamówienia na ponad 40 samolotów od Armii Bawarskiej, Gustav otwiera swoją fabrykę „Otto-Flugzeugwerke” (pol. Zakłady Lotnicze Otto) na ulicy Lerchenauer Strasse w sąsiedztwie poligonu wojskowego Oberwiesenfeld w Milbertshofen, dzielnicy Monachium (teren ten stał się później pierwszym lotniskiem Monachium). Dzięki temu Otto był bliżej miejsc zaopatrzeniowych niemieckiej armii. Jednak Gustav nie posiadał zdolności dyplomatycznych, ani nie potrafił się rozliczać, co było niezbędne przy zawieraniu umów z Pruskimi i Bawarskimi Ministerstwami Wojskowymi. Przez jego dumę i uczciwość interesy nie szły mu dobrze, co wpędziło go w poważne kłopoty.
Krótko po 1914, Otto założył inną firmę AGO Flugzeugwerke przy berlińskim lotnisku Johannisthal. Akronim AGO rozwijano jako Aktien-Gesellschaft Otto (niem. Spółka Akcyjna Otto) lub Aerowerke Gustav Otto (z niem. Zakłady Lotnicze Gustav Otto) – istniały więc pewne dwuznaczności – firma produkowała głównie w początkowym okresie pierwszej wojny światowej na licencji Gustav Otto Flugmaschinenfabrik (tak jak i Pfalz-Flugzeugwerke (niem. Zakłady Lotnicze Pfalz)). Konstrukcje Gustava Otto były początkowo udane, ale wciąż istniały problemy z utrzymaniem niskich kosztów budowy, tak samo jak z generowaniem zysków. Na początku wojny zakłady Otto zaopatrywały Niemieckie Siły Lotnicze, ale wskutek dużych problemów procesu wytwarzania, agencje rządowe zaleciły firmie rozwiązanie tej kwestii. Stres okresu wojennego okazał się przytłaczający dla Gustava, który w dodatku chorował. W rezultacie popadł w finansowe tarapaty. W 1915 wysłano go do monachijskiego szpitala psychiatrycznego na kurację z powodu „klinicznej depresji” (jakby to dzisiaj nazwano). Gdy Otto przebywał na kuracji jego firma funkcjonowała coraz gorzej, staczając się na krawędź bankructwa. Otto był zmuszony wycofać się ze spółki. Musiał sprzedać swoją firmę, a za pieniądze ze sprzedaży pokrył rachunki ze szpitala. Tak więc 19 stycznia 1916 mienie przejęło konsorcjum, które zarejestrowało nową spółkę Bayerische Flugzeugwerke AG (BFW) (niem. Bawarskie Zakłady Lotnicze SA). Gustav nie posiadał już później żadnego udziału w tej firmie. Zajął się inną spółką, Otto-Werke Flugzeug- und Maschinenfabrik GmbH (pol. Zakłady Otto Fabryka Lotniczo-maszynowa sp. z.o.o.), która została założona 1 lutego 1916 tuż przed odsprzedaniem Otto-Flugzeugwerke konsorcjum. Firma ta nie była w żaden sposób powiązana z poprzednią.
Po I wojnie światowej Otto zajął się produkcją samochodów w Starnberger Automobilwerke (pol. Zakłady Samochodowe Starnberger). Budowany tam luksusowy samochód „Otto-Mercedes” był podobno dobrze odbierany zagranicą. W 1924 rozwiódł się ze swoją żoną Adą. Po tym wydarzeniu bardzo cierpiał. Ada wyszła za mąż ponownie, jednak w sierpniu 1925 zmarła w tajemniczych okolicznościach, co dało początek wielu spekulacjom. Mimo że Otto nie był długo jej mężem, przejął się jej śmiercią i popadł w głęboką depresję. W 1926 w efekcie wielu porażek biznesowych (wynikłych z różnych powodów), śmierci żony i choroby, Otto popełnił samobójstwo w wieku 43 lat.